# 兴工街道 (葫芦岛市)
兴工街道，是中华人民共和国辽宁省葫芦岛市连山区下辖的一个乡镇级行政单位。

## 行政区划
兴工街道下辖以下地区：
光明社区、兴盛社区、民富社区、锦杨社区、爱民社区、园丁社区、文兴社区、建兴社区和兴旺社区。